# پارامونت پیکچرز
پارامَونت پیکچرز (به انگلیسی: Paramount Pictures) استودیوی تهیه و توزیع فیلم و برنامه‌های تلویزیونی آمریکایی است، که از نظر درآمد، به‌عنوان یکی از بزرگ‌ترین استودیوهای فیلم‌سازی جهان محسوب می‌شود.
پارامونت از اعضای انجمن سینمایی آمریکا است. این شرکت در سال ۱۹۱۲ تأسیس شد و هم‌اکنون ساختمان مرکزی آن در هالیوود، کالیفرنیا قرار دارد. از فیلم‌های مشهور پارامونت پیکچرز می‌توان به: پدرخوانده، ایندیانا جونز، تبدیل شوندگان، مأموریت غیرممکن، پلیس بورلی هیلز، ماداگاسکار، پاندای کونگ‌فوکار، مگاذهن و دورا و شهر گمشده طلایی اشاره نمود.

## تاریخچه

### لوگوی پارامونت

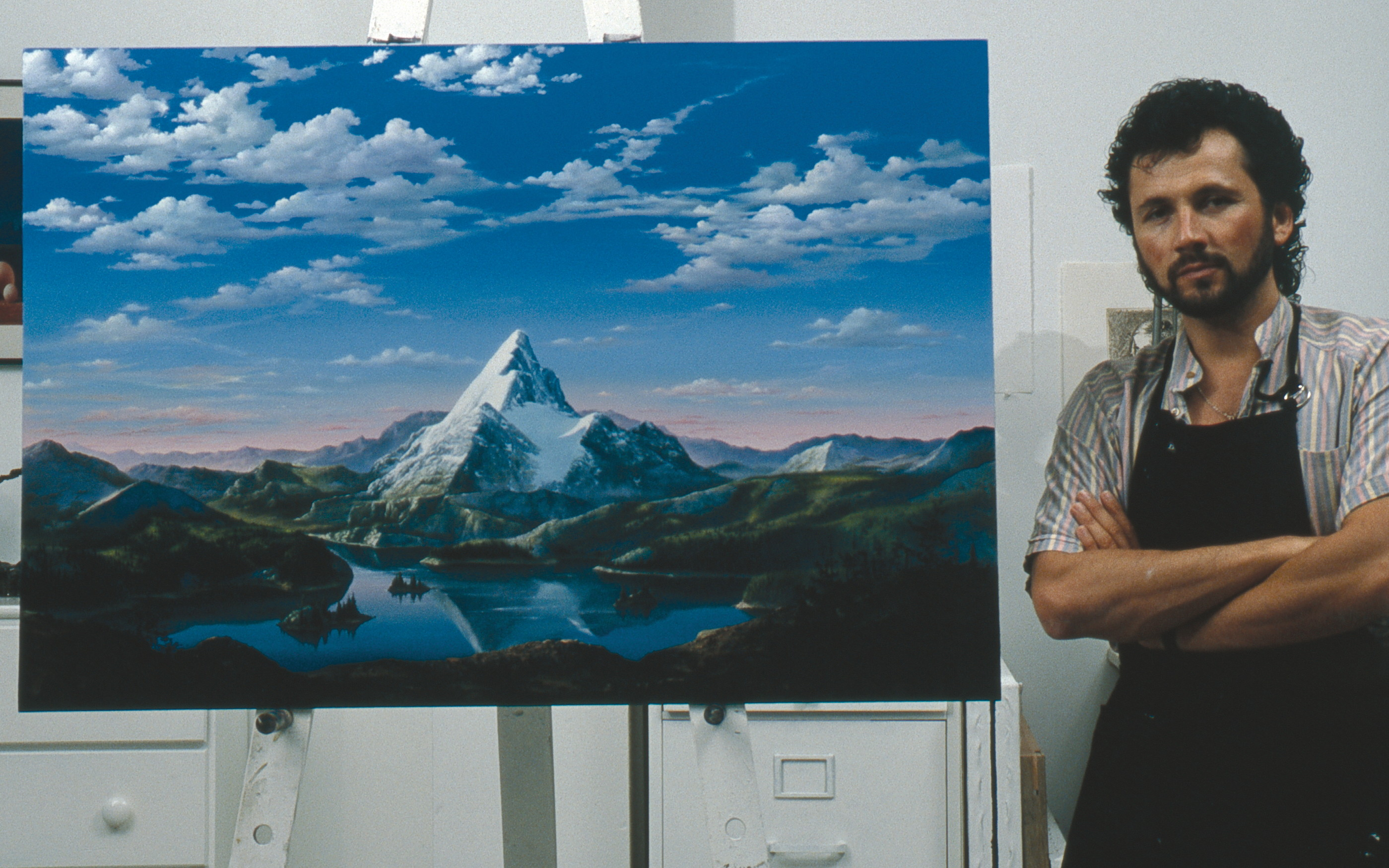
داریو کامپانیل در کنار اثر هنری خود برای استودیو پارامونت

نشان تجاری پارامونت، کوهیست با ستاره‌هایی که به دورش حلقه زده‌اند و از ابتدای شروع کار شرکت، تاکنون تقریباً ثابت مانده‌است. این لوگو بر اساس ایده شخصی به نام «ویلیام هادکینسون» بوده و گفته می‌شود کوه موجود در این نقاشی، یادآور دوران کودکی وی در یوتا است. تغییرات ایجاد شده در لوگو:
- در اولین لوگوی ابتدایی، ۲۴ ستاره وجود داشت که این ۲۴ ستاره بخاطر ۲۴ بازیگر مشهوری بود که در آن زمان با پارامونت پیکچرز قرارداد داشتند.
- در فیلم‌های منتشر شده در بین سال‌های ۱۹۲۰ تا ۱۹۳۰ تعداد ستاره‌ها چندبار تغییر داشت و هر فیلم، یک تعداد متفاوتی را نشان می‌داد.
- در ۱۹۵۲ لوگو طراحی مجدد شد.
- در ۱۹۵۳ نسخه جدید، واقعی‌تر و چیزی مشابه لوگوهای ۳بعدی برای پاررامونت طراحی شد. یک‌سال بعد این طرح برای فیلم‌های صفحه‌پهن پارامونت پیکچرز، مجدداً طراحی شد.
- کوه موجود در لوگو مقداری تغییر پیدا کرد.
- در سال ۱۹۷۵ لوگو مجدداً طراحی شد.
- سال ۱۹۸۶ سالی متفاوت بود. در این سال پارامونت پیکچرز که دیگر مجهز به سیستم‌های کامپیوتری بود، اولین لوگوی متفاوت خود را که با کامپیوتر طراحی شده بود را عرضه کرد. این لوگو شامل یک دریاچه و ستاره‌ها می‌شد که بعدها با تغییر طرح به گذشته، همان کوه و ستاره‌ها جایگزین شد. مدل جدیدتر این لوگو در ۱۹۹۹ عرضه شد.
- در ۲۸ دسامبر ۲۰۰۱ لوگو مجدداً طراحی شد. در طراحی جدید، ستاره‌ها از آسمان شب به پایین آمده و یک قوس را دور بالای کوه ایجاد می‌کردند.
- در ۲۶ دسامبر ۲۰۱۱ نیز یک لوگوی کاملاً جدید عرضه شد. در لوگوی جدید خورشیدی پر پشت کوه می‌درخشد. اولین فیلمی که از این لوگو استفاده کرد، فیلم مأموریت غیرممکن: پروتکل شبح بود. همچنین از ۲۱ دسامبر ۲۰۱۲ واژه «۱۰۰ سال» نیز به لوگو اضافه شد.

لوگوی جدیدی که از سال ۲۰۱۴ مورد استفاده قرار می‌گیرد کوهی است که ستاره‌ها از جلو دور این کوه حلقه می‌زنند.

## بازدید از پارامونت
تورهای روزانه‌ای از دوشنبه تا جمعه، برای بازدید از استودیوهای پارامونت وجود دارد. بیشتر ساختمان‌ها با اسامی بازیگران و هنرمندان معروفی که طی سال‌ها با پارامونت همکاری کرده‌اند، نام‌گذاری شده‌است. تعداد زیادی از اتاق‌های گریم بازیگران معروف همچنان وجود دارند و از آن‌ها به عنوان اتاق‌های اداری استفاده می‌شود. جاهایی که فیلم‌های کلاسیک قدیمی مانند سانست بولوار، پنجره عقبی، سابرینا پدرخوانده و خیلی فیلم‌های دیگر، در آن‌ها فیلمبرداری شده‌است، هنوز استفاده می‌شوند.

## فیلم‌ها

### پرفروش‌ترین فیلم‌ها
فیلم‌هایی را مشخص می‌کند که در حال حاضر در سینماهای سراسر جهان پخش می‌شوند.
| رتبه | فیلم                                 | سال  | فروش         |
| ---- | ------------------------------------ | ---- | ------------ |
| ۱    | تایتانیک 1                           | ۱۹۹۷ | $۶۵۸٬۶۷۲٬۳۰۲ |
| ۲    | تاپ گان: ماوریک                      | ۲۰۲۲ | $۶۲۲٬۰۸۹٬۴۵۶ |
| ۳    | تبدیل‌شوندگان: انتقام فالن            | ۲۰۰۹ | $۴۰۲٬۱۱۱٬۸۷۰ |
| ۴    | تبدیل‌شوندگان: نیمه تاریک ماه         | ۲۰۱۱ | $۳۵۲٬۳۹۰٬۵۴۳ |
| ۵    | فارست گامپ                           | ۱۹۹۴ | $۳۳۰٬۲۵۲٬۱۸۲ |
| ۶    | شرک ۳                                | ۲۰۰۷ | $۳۲۲٬۷۱۹٬۹۴۴ |
| ۷    | تبدیل‌شوندگان                         | ۲۰۰۷ | $۳۱۹٬۲۴۶٬۱۹۳ |
| ۸    | مرد آهنی                             | ۲۰۰۸ | $۳۱۸٬۴۱۲٬۱۰۱ |
| ۹    | ایندیانا جونز و قلمروی جمجمه بلورین  | ۲۰۰۸ | $۳۱۷٬۱۰۱٬۱۱۹ |
| ۱۰   | مرد آهنی ۲                           | ۲۰۱۰ | $۳۱۲٬۴۳۳٬۳۳۱ |
| ۱۱   | پیشتازان فضا                         | ۲۰۰۹ | $۲۵۷٬۷۳۰٬۰۱۹ |
| ۱۲   | مهاجمان صندوق گمشده                  | ۱۹۸۱ | $۲۴۸٬۱۵۹٬۹۷۱ |
| ۱۳   | تبدیل‌شوندگان: عصر انقراض             | ۲۰۱۴ | $۲۴۵٬۴۳۹٬۰۷۶ |
| ۱۴   | شرک برای همیشه                       | ۲۰۱۰ | $۲۳۸٬۷۳۶٬۷۸۷ |
| ۱۵   | پلیس بورلی هیلز                      | ۱۹۸۴ | $۲۳۴٬۷۶۰٬۴۷۸ |
| ۱۶   | جنگ دنیاها                           | ۲۰۰۵ | $۲۳۴٬۲۸۰٬۳۵۴ |
| ۱۷   | پیشتازان فضا به‌سوی تاریکی            | ۲۰۱۳ | $۲۲۸٬۷۷۸٬۶۶۱ |
| ۱۸   | مأموریت: غیرممکن – فال‌اوت            | ۲۰۱۸ | $۲۲۰٬۱۵۹٬۱۰۴ |
| ۱۹   | روح                                  | ۱۹۹۰ | $۲۱۷٬۶۳۱٬۳۰۶ |
| ۲۰   | چگونه اژدهای خود را تربیت کنیم       | ۲۰۱۰ | $۲۱۷٬۵۸۱٬۲۳۱ |
| ۲۱   | ماداگاسکار ۳: تحت تعقیب‌ترین‌های اروپا | ۲۰۱۲ | $۲۱۶٬۳۹۱٬۴۸۲ |
| ۲۲   | پاندای کونگ‌فوکار                     | ۲۰۰۸ | $۲۱۵٬۴۳۴٬۵۹۱ |
| ۲۳   | مأموریت: غیرممکن ۲                   | ۲۰۰۰ | $۲۱۵٬۴۰۹٬۸۸۹ |
| ۲۴   | مأموریت: غیرممکن – پروتکل شبح        | ۲۰۱۱ | $۲۰۹٬۳۹۷٬۹۰۳ |
| ۲۵   | جنگ جهانی زد                         | ۲۰۱۳ | $۲۰۲٬۳۵۹٬۷۱۱ |

| رتبه | فیلم                                 | سال  | فروش           |
| ---- | ------------------------------------ | ---- | -------------- |
| ۱    | تایتانیک 1                           | ۱۹۹۷ | $۲٬۱۸۷٬۴۶۳٬۹۴۴ |
| ۲    | تاپ گان: ماوریک                      | ۲۰۲۲ | $۱٬۲۴۲٬۶۸۹٬۴۵۶ |
| ۳    | تبدیل‌شوندگان: نیمه تاریک ماه         | ۲۰۱۱ | $۱٬۱۲۳٬۷۹۴٬۰۷۹ |
| ۴    | تبدیل‌شوندگان: عصر انقراض             | ۲۰۱۴ | $۱٬۱۰۴٬۰۵۴٬۰۷۲ |
| ۵    | تبدیل‌شوندگان: انتقام فالن            | ۲۰۰۹ | $۸۳۶٬۳۰۳٬۶۹۳   |
| ۶    | شرک ۳                                | ۲۰۰۷ | $۸۱۳٬۳۶۷٬۳۸۰   |
| ۷    | مأموریت: غیرممکن – فال‌اوت            | ۲۰۱۸ | $۷۹۱٬۰۱۷٬۴۵۲   |
| ۸    | ایندیانا جونز و قلمروی جمجمه بلورین  | ۲۰۰۸ | $۷۸۶٬۶۳۶٬۰۳۳   |
| ۹    | شرک برای همیشه                       | ۲۰۱۰ | $۷۵۲٬۶۰۰٬۸۶۷   |
| ۱۰   | ماداگاسکار ۳: تحت تعقیب‌ترین‌های اروپا | ۲۰۱۲ | $۷۴۶٬۹۲۱٬۲۷۴   |
| ۱۱   | تبدیل‌شوندگان                         | ۲۰۰۷ | $۷۰۹٬۷۰۹٬۷۸۰   |
| ۱۲   | میان‌ستاره‌ای                          | ۲۰۱۴ | $۷۰۱٬۷۲۹٬۲۰۶   |
| ۱۳   | مأموریت: غیرممکن – پروتکل شبح        | ۲۰۱۱ | $۶۹۴٬۷۱۳٬۳۸۰   |
| ۱۴   | مأموریت: غیرممکن – ملت یاغی          | ۲۰۱۵ | $۶۸۲٬۳۳۰٬۱۳۹   |
| ۱۵   | فارست گامپ                           | ۱۹۹۴ | $۶۷۷٬۹۴۵٬۳۹۹   |
| ۱۶   | پاندای کونگ‌فوکار ۲                   | ۲۰۱۱ | $۶۶۵٬۶۹۲٬۲۸۱   |
| ۱۷   | پاندای کونگ‌فوکار                     | ۲۰۰۸ | $۶۳۱٬۷۴۴٬۵۶۰   |
| ۱۸   | مرد آهنی ۲                           | ۲۰۱۰ | $۶۲۳٬۹۳۳٬۳۳۱   |
| ۱۹   | تبدیل‌شوندگان: آخرین شوالیه           | ۲۰۱۷ | $۶۰۵٬۴۲۵٬۱۵۷   |
| ۲۰   | ماداگاسکار: فرار به آفریقا           | ۲۰۰۸ | $۶۰۳٬۹۰۰٬۳۵۴   |
| ۲۱   | جنگ دنیاها                           | ۲۰۰۵ | $۶۰۳٬۸۷۳٬۱۱۹   |
| ۲۲   | مرد آهنی                             | ۲۰۰۸ | $۵۸۵٬۱۷۴٬۲۲۲   |
| ۲۳   | گربه چکمه‌پوش                         | ۲۰۱۱ | $۵۵۴٬۹۸۷٬۴۷۷   |
| ۲۴   | مأموریت: غیرممکن ۲                   | ۲۰۰۰ | $۵۴۶٬۳۸۸٬۱۰۵   |
| ۲۵   | جنگ جهانی زد                         | ۲۰۱۳ | $۵۴۰٬۰۰۷٬۸۷۶   |